# Оппонентерна

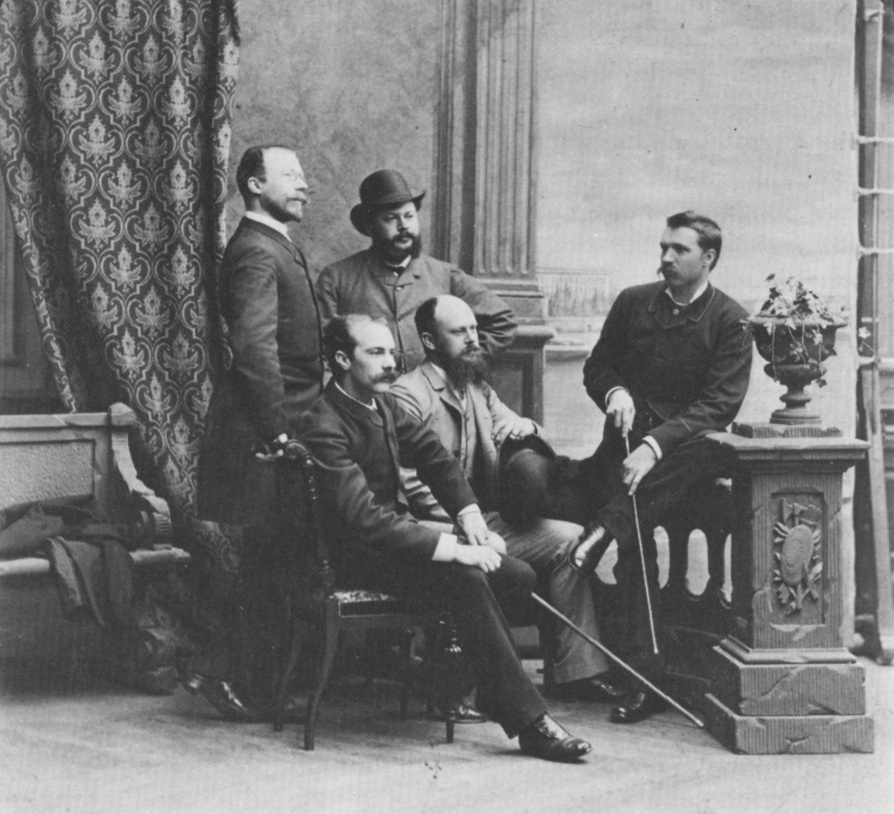
Несколько ключевых членов движения в 1885 году совместно позируют для студийной фотографии. Сидят (слева направо) Рихард Берг, Август Хагборг и скульптор Пер Хассельберг. Стоят (слева направо) Карл Ларссон и Эрнст Юзефсон.

Оппонентера (швед. Opponenterna; «Оппоненты», «Оппозиция», «Несогласные», «Противники») — шведское (и норвежское, так как Норвегия в то время находилась в унии со Швецией) художественное течение второй половины XIX столетия.
В этот период главным центром художественного образования в Швеции являлась Королевская академия художеств в Стокгольме, методы преподавания в которой к 1880-м годам казались студентам безнадёжно устаревшими. Консерватизм преподавателей и игнорирование ими новых художественных течений, отбор для участия в организуемых академией выставках наиболее традиционных по стилю работ, вызвал оппозицию в рядах молодых художников и скульпторов. 
Протестующих возглавил живописец Эрнст Юзефсон (1851—1906). 27 марта 1885 года Юзефсон и его сторонники представили в Королевскую академию письменные требования о всеобъемлющей реформе: художественного образования, выставочной деятельности и отбора кандидатов на стипендии для перспективных художников. Академия, однако, отклонила требования «Оппонентов». По этой причине раскол между ними и Академией усугубился. 
Если ранее основные художественные выставки в Стокгольме организовались Академией, то теперь «Оппоненты» решили проводить собственные выставки. Первая такая выставка состоялась 15 сентября 1885 года в частной галерее Теодора Бланша. На ней было представлено 155 работ 59 художников. А уже в следующем, 1886 году, они создала собственную, независимую от академии «Ассоциацию художников» (швед. Konstnärsförbundet). Это движение просуществовало до 1920 года, а регулярные выставки проводило вплоть до 1916 года — на протяжении ровно 30 лет.
Количество членов движения менялось со временем. В первой выставке (до образования «Ассоциации»), их участвовало 59 (однако, общее число сторонников движения в то время оценивается в 85); к концу 1886 года членами ассоциации являлись уже 92 художников. На пике численности, в 1890-е годы, «Оппонентов» было не менее 96 человек, однако к 1910 году, после ряда конфликтов, в рядах «Ассоциации» остался только 21 художник. 

## Некоторые известные члены движения
Помимо шести художников и скульпторов, представленных на фото, членами движения в первый год были, в частности:
- Эжен Янсон
- Арвид Мауриц Линдстрём
- Карл Нордстрём
- Георг Паули
- Юлия Бек
- Хильдегарда Торелль
- Амалия Лоустад (Эмма Чэдвик)
- Анна Нордгрен
- Йенни Нюстрём
- Улоф Эрмелин
- скульптор Густен Линдберг

Среди видных членов Ассоциации в последующие годы были, в частности: 
- Нильс Крюгер
- Роберт Тегерстрём
- Юхан Акке
- Пер Экстрём
- Густав Фьестад
- Бруно Лильефорс
- Анна Паули

Одним из наиболее видных членов Ассоциации со временем стал Андерс Цорн. Его выход из Ассоциации в результате какого-то внутреннего конфликта несколько лет спустя значительно уменьшил её популярность.